# Johann Sigismund Elsholtz

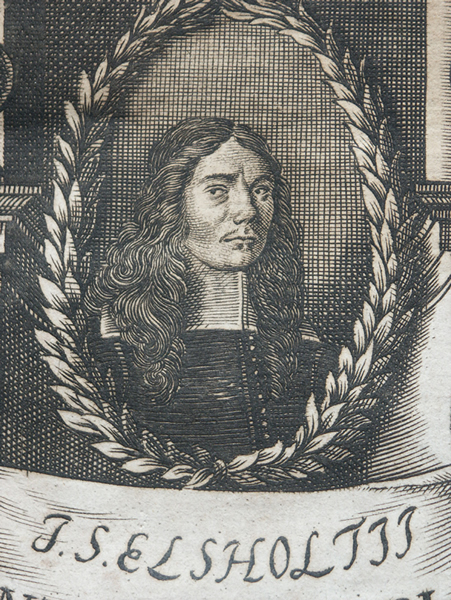
Johann Sigismund Elsholtz

Johann Sigismund Elsholtz, auch: Elßholtz, Elßholz, Elsholz, latinisiert: Elsholtius, u. a., (* 26. August 1623 in Frankfurt an der Oder; † 28. Februar 1688 in Berlin) war ein deutscher Arzt, Botaniker, Chemiker und Naturforscher. Er war „Hofmedicus“, „Hofbotanicus“ und Alchemist am Hof des Kurfürsten Friedrich Wilhelm von Brandenburg. Elsholtz gilt als einer der bedeutendsten deutschen Gelehrten der Naturwissenschaften des 17. Jahrhunderts. Er war um 1665 einer der Ersten, die am Menschen intravenöse Injektionen vornahmen.

## Leben
Zunächst war Elsholtz Ratssekretär in Frankfurt (Oder). 1640 ehelichte er Elisabeth, geborene Stymmel, Tochter des Universitätsprofessors Benedikt Stymmel (auch: Stummel, Stummelius). Später heiratete er Anna Guttwill, die Tochter von Caspar Guttwill aus Küstrin (* 1630; † 1663; zeitweise mit dem kurfürstlich brandenburgischen Arzt Friedrich Möller verheiratet).
Elsholtz war vielseitig interessiert und betätigte sich unter anderem auf den Gebieten Gartenbau, Botanik, Alchemie, Astrologie, Ernährungslehre und Medizin. 1653 erlangte er auf letzterem Gebiet auch die Doktorwürde in Padua, einer der angesehensten Universitäten der damaligen Zeit in Europa.
Am 24. Mai 1674 wurde Elsholtz Mitglied der 1652 gegründeten „Societas naturae curiosorum“ (auch: Collegium naturae curiosorum; heute „Deutsche Akademie der Naturforscher Leopoldina“). Von der Leopoldina wurden zahlreiche seiner Werke herausgegeben.
Er genoss zu Lebzeiten großes Ansehen in der Wissenschaft. Unter anderem stand er mit Gottfried Wilhelm Leibniz, Albrecht von Haller und dem Theologen und Orientalisten Andreas Müller in Kontakt.

## Elsholtz als Botanicus
In der mitteleuropäischen Gartenflora hatte in den Jahrzehnten zuvor ein bedeutsamer Wandel stattgefunden: An den erneuerten oder neuerbauten Residenz- und Lustschlössern der Renaissance waren große Lustgärten entstanden, die wesentlich mehr Platz für Zierpflanzen boten. Aus Südeuropa, und neu auch aus Amerika und aus dem Vorderen Orient, kamen zahllose neue Pflanzenarten nach Mitteleuropa. Die Lustgärten wurden von besonders gut ausgebildeten Gärtnern oder bekannten Botanikern wie Elsholtz angelegt und gepflegt.
Der Hofgärtner Michael Hanff hatte bereits 1647 vom „Großen Kurfürsten“ den Auftrag erhalten, anstelle des im 16. Jahrhundert angelegten und nach dem Dreißigjährigen Krieg verwüsteten Nutz- und Küchengartens einen Lustgarten anzulegen.
Hanff legte den Berliner Lustgarten nun gemeinsam mit Elsholtz nach holländischen Vorbildern an, mit einer Orangerie, einem Blumen- und einem Gewürzgarten. Er war mit Bildhauerwerken, Grotten, Lusthäusern und Wasserspielen ausgestattet. 1649 baute man in diesem Garten die ersten Kartoffeln in Deutschland an. Elßholtz bezeichnete in seiner Schrift „Flora marchica“ die Kartoffeln, die damals noch als Zierpflanzen angesehen wurden, als „Holländische Tartuffeln“ und schrieb in seinem „Diaeteticon“ über sie: „Diese Wurzeln wachsen von sich selbst in America / und denen nahe daran belegenen Inseln […] Diese anmuthige Wurzeln kommen selten zu uns […] Alsdan aber uebergehen sie die liebligkeit der Castanien und der gemeinen Zuckerwurz gar weit / und waeren wehrt / daß man sie auch bey uns zu ziehen vermoechte.“
Ab 1656 war er „Praefectus hortorum“ (oberster Gartenaufseher). Am 17. Dezember 1657 wurde Johann Sigismund Elsholtz von Kurfürst Friedrich Wilhelm zum „Botanicus“ (Botanischen Leiter) seiner Lustgärten in Berlin, Potsdam und Oranienburg ernannt.
Der „Hortus berolinensis“, über den Elsholtz im gleichen Jahr auch eine ausführliche Beschreibung verfasste, entwickelte sich in den folgenden Jahren bis 1672 unter seiner Leitung zum ersten Botanischen Garten Berlins mit fast 1000 verschiedenen Gewächsen. Erstmals 1718 wird der von Elsholtz im Jahr 1679 angelegte Hof- und Küchengarten bei Schöneberg (heute Heinrich-von-Kleist-Park) auch als „Botanischer Garten“ bezeichnet.
Nach Elsholtz ist daher auch die den Park rückseitig begrenzende Straße hinter dem Kammergericht benannt (Elßholzstr.).
Insbesondere seine Schrift „Vom Garten-Baw“ erschien in mehreren Auflagen. Sie wurde das bedeutendste deutsche Gartenbuch des 17. Jahrhunderts. Elsholtz hat mit diesem Werk die erste Zusammenstellung der gesamten Gartenwissenschaft verfasst. Sechs Bücher behandeln die „Gärtnerey insgemein“, einschließlich Gartenkunst, Blumengarten, Küchengarten, Baumgarten, Weingarten und Arzneigarten. In einem angefügten Gartenkalender sind die monatlich jeweils zu verrichtenden Gartenarbeiten dargestellt.
Er verfasste des Weiteren die ersten Bücher bzw. Kataloge über die Pflanzen und den Gartenbau in Brandenburg.
Elsholtz beschrieb darin aber nicht nur Zierpflanzen, sondern auch Nutzpflanzen. So äußerte er sich lobend über brandenburgische Weinreben, „welche auf keinem rauen Kalkgrund, sondern auf kleinen Sandhügeln wachsen und daher zwar nur leichte Weine sind, aber doch keine zusammenziehende Säure, sondern vielmehr nur angenehme Lindigkeit, bevorab in guten Weinjahren haben.“

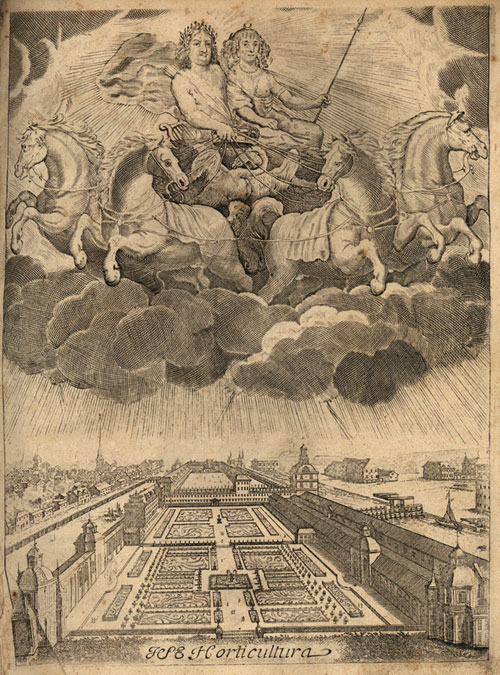
Ansicht des Lustgartens (um 1670?). Titelkupfer aus: Vom Garten-Baw, 3. Auflage 1684
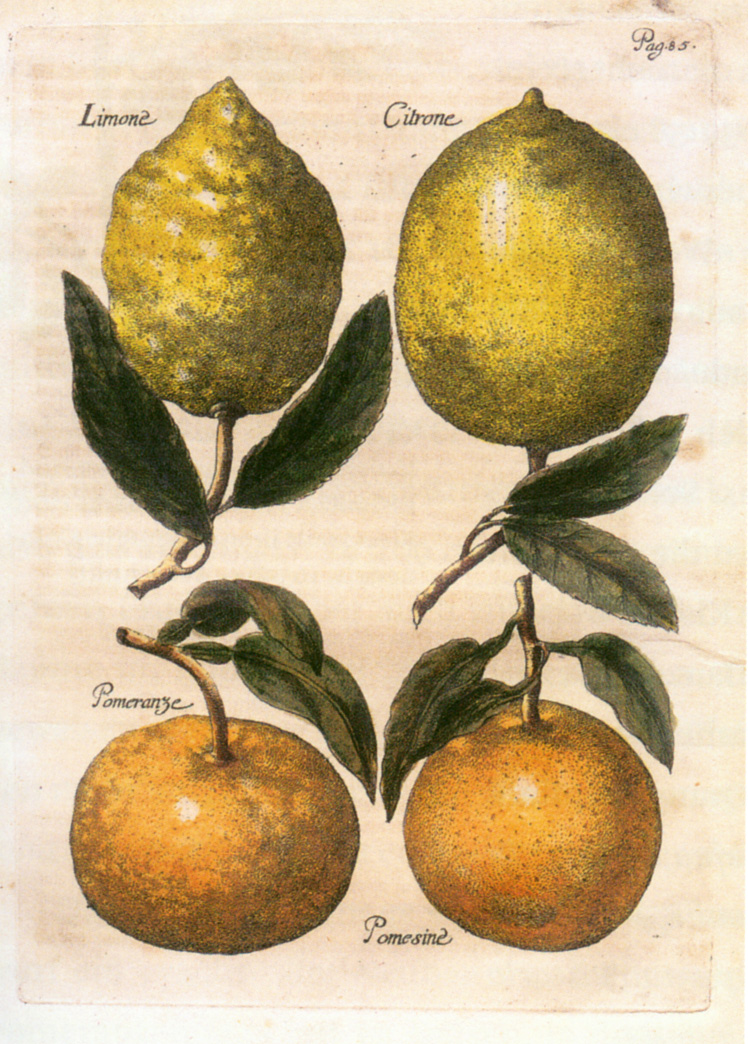
Zitrusfrüchte. Aus: Diaeteticon, 1682
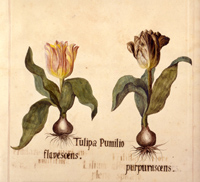
Zwergtulpen. Aus: Plantae singulares horti electoralis Brandenburgici, 1659/60

Dedikationsnamen:
Nach Elsholtz ist die Pflanzengattung Elsholtzia Willd. benannt.

## Elsholtz als Chemiker und Alchemist
Elsholtz verfasste sechs Bücher und drei kleinere Arbeiten über Themen der Alchemie.
So beobachtet er z. B. die Leuchteigenschaft von Phosphor. Elsholtz benennt erstmals dieses Element als „phosphoros“ („lichttragend“, zusammengesetzt aus den griechischen Wörtern phos für „Licht“ und pherein für „tragen“). (schon vorher war der Begriff für andere Leuchtstoffe gebräuchlich; heutzutage wird das exaktere Wort Chemolumineszenz verwendet).
Auch über das Leuchten von Flussspat bei Erwärmung forschte und veröffentlichte er.

## Elsholtz als Medicus
Johann Sigismund Elsholtz hatte die Medizin an den Universitäten in Wittenberg, Königsberg und Padua studiert.
Im Jahr 1653 wurde er in Padua mit einer Arbeit über die Anwendung der Messkunst in der Medizin (Anthropometria, erstmals veröffentlicht 1654) promoviert. Sein Buch ist das erste Werk, das die Proportionslehre in der medizinisch-astrologischen Menschenkunde verwendet. Er fasst darin die zeitgenössische Literatur über Proportionen am (und im) menschlichen Körper, bezüglich Gewicht, Masse und Abmessungen, zusammen und wertet Beobachtungen aus. Das Werk enthält außerdem die früheste bekannte Abbildung eines Geräts zur Messung der Körperhöhe („Anthropometron“).

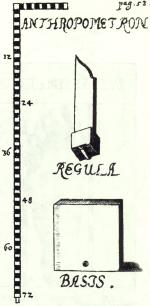
„Anthropometron“. „Anthropometria“, 2. Aufl. 1664
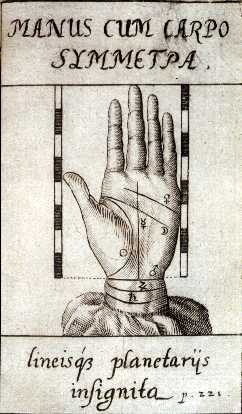
Astrologische „Planetenlinien“ an der Hand …
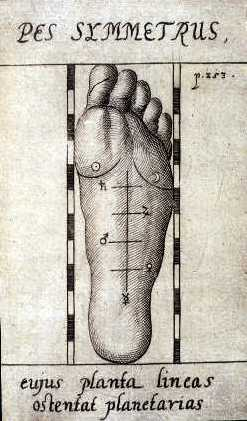
… und am Fuß. Aus: „Anthropometria“, 1663
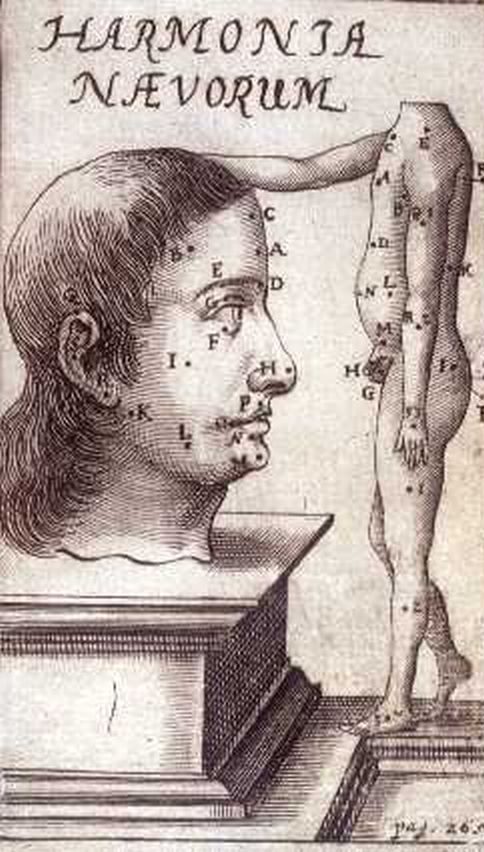
Illustration von Proportionen aus „Anthropometria“, 1663

Bei seiner Ernennung zum „Hofbotanicus“ im Jahr 1657 wurde Elsholtz zugleich zum „Leibmedicus“ (Hofmediziner) ernannt.

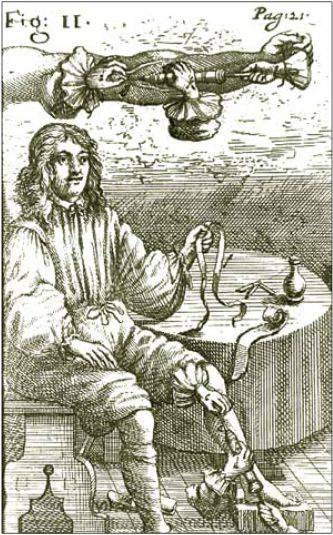
Intravenöse Injektion am Menschen. Aus: Clysmatica nova, 1667

Aufbauend auf der Entdeckung der Funktion des großen Blutkreislaufs durch William Harvey (1578–1657), sowie den Experimenten von Christopher Wren und Robert Boyle mit Opium-Injektionen an einem Hund (1656) – aber wohl ohne Kenntnis der theoretischen Arbeiten von Timothy Clarke (veröffentlicht 1663) – beschreibt Elsholtz 1667 in seiner Schrift Clysmatica nova („Neue Clystierkunst“, 2. Auflage) als zweiter in Europa (nach Daniel Major aus Hamburg in dessen Chirurgia Infusoria von 1664) die intravenöse Injektion bei Menschen, ausgeführt zur intravenösen Narkose mit Opiumextrakt an drei kranken Soldaten in Berlin unter Verwendung einer Art Klistierspritze. Damit konnte er nahezu schmerzlose Amputationen durchführen. Elsholtz diskutiert in der Schrift auch das ethische Für und Wider und kommt zu dem Schluss, es könne als moralisch verwerflich angesehen werden, zur Rettung eines Menschen das Blut eines anderen Menschen zu verwenden. Er wusste überdies noch nichts von Blutgruppen und ihren Unverträglichkeiten und empfahl die Transfusion von Blut sogar als Mittel bei Geschwister- oder Eheproblemen. Das Blut eines melancholischen Ehemannes könne durch das Blut seiner lebensfrohen Gattin aufgefrischt werden und so das Eheleben harmonischer werden. Die bei so behandelten Patienten hernach beobachtete schwärzliche Urinfarbe wurde damals als reinigender Abfluss schädlicher Substanzen interpretiert. In Wahrheit hatten sie jedoch einen schweren Transfusionsschock erlitten und überlebten das Experiment nur mit viel Glück.
Elsholtz wirkte zusammen mit einem anderen Hofmediziner, Christian Mentzel, wesentlich an der Aufstellung des „Brandenburgischen Medizinaledikts“ von 1685 mit, in dem Preise für Medikamente und Arztkonsultationen geregelt und die Tätigkeit ausgebildeter Fachmediziner von der der zahlreichen Scharlatane und Nebenerwerbspfuscher (wie Scharfrichter, Starstecher, Zahnbrecher und schlimmeres) abgegrenzt wurde.

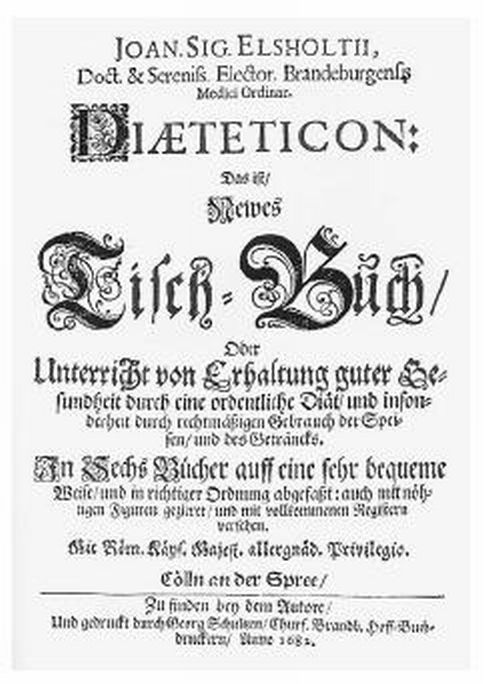
„Diaeteticon“, 1682; Titelblatt

Elsholtz war nicht zuletzt ein Pionier der Hygienik. In seinem „Diaeteticon“ von 1682 taucht erstmals im deutschen Sprachraum der Begriff „Hygiene“ auf, wobei er diesen Begriff im Sinne einer ganzheitlichen Methodik zur Gesunderhaltung verwendet. In dieser Schrift macht Elsholtz nicht nur Vorschläge für gesunde Speisen und Getränke. Er fordert darüber hinaus als Grundvoraussetzung für Gesundheit die Verfügbarkeit von sauberem Wasser, reiner Luft und betont die Bedeutung der persönlichen Reinlichkeit.
Das „Diaeteticon“ war aber auch ein Koch- und Diätbuch. Elsholtz beschreibt darin selbst die Berliner Weiße erstmals, ohne sie allerdings schon so zu nennen. Über Kutteln (= Kaldaunen) weiß er: „Der Magen und die Kaldaunen haben eine harte und kalte Substanz / welche zu verdawen ein starcker Magen erfordert wird: ja wan sie schon verdawet / geben sie doch wenig / und nicht gut Gebluet. Deßwegen sie mit Gewuerz im zurichten verbessert werden muessen.“ Auch die verschiedenen Essgewohnheiten beschrieb er aus heutiger Sicht ziemlich kurios: „Die Art zu leben im Essen ist bey allen Völckern nicht einerley. Heut zu tage hält man dafür, daß die Teutschen und Engeländer grosse Liebhaber sind von Fleisch, die Holländer von Butter und Käse, die Schweitzer von Milch, die Welschen von Salat und Kräutern, die Frantzosen; von Baumfrüchten, die Spanier von Rettig, die Moskowiter und Polen von Knoblauch und Zwiebeln, die Tataren von Pferdefleisch, und die Tapujer [ein brasilianischer Volksstamm; Anm. d. Verf.] von Menschenfleisch.“ (1682)

## Schriften

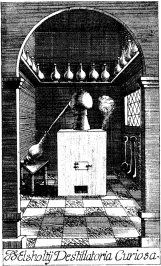
Frontispiz zu „Destillatoria Curiosa“, 1674

- Anthropometria, sive De mutua membrorum corporis humani proportione. Accessit doctrina naevorum […]., Patavii. Typis Jo. Baptistae Pasquati, 1654 (Digitalisat der Ausgabe Frankfurt (Oder) 1663)
- Hortus Berolinensis, 1657 (Handschrift). Erstmals gedruckt in: Thomas Fischbacher, Thomas Fink (Hrsg.): Johann Sigismund Elsholtz: Hortus Berolinensis. Der Berliner Lustgarten. Lateinisch / Deutsch. Liber primus. Erstes Buch, Weimar 2010, ISBN 978-3-89739-690-6,  sowie Felix Mundt, Marcel Humar (Hrsg.): Johann Sigismund Elsholtz. Hortus Berolinensis. Erstes Buch, Worms 2010, ISBN 978-3-88462-295-7.
- Plantae singulares horti electoralis Brandenburgici coloniensis, Cölln an der Spree, 1659/60.
- Flora marchica, sive catalogus plantarum, quæ partim in hortis Electoralibus Marchiæ Brandenburgicæ primariis, Berolinensi, Aurangiburgico, et Potstamensi excoluntur, partim sua sponte passim proveniunt, Berolini, ex officina Rungiana. Sumptibus Danielis Reichelii, 1663.
- Historia Steatomatis resecti et feliciter sanati, Coloniae Brand.: Schulze, 1666.
- Clysmatica nova. D. Reichel, Berlin 1665; 2., erweiterte Auflage unter dem Titel Clysmatica nova sive ratio qua in venam rectam medicamenta immitti possint: addita inaudita sanguinis transfusione. Coloniae, Brandenburg 1667. Neudruck der 2. Auflage: Olm, Hildesheim 1966.
- Garten-Baw oder Unterricht von der Gärtnerey auff das Clima der Chur-Marck Brandenburg, wie auch der benachbarten teutschen Länder gerichtet: in 6 Büchern abgefasset u. mit nöthigen Figuren gezieret, 1. Aufl. 1666; 2. Aufl., Cölln an der Spree: Schultze, 1672; 3. Aufl., 1684 unter d. Titel Vom Garten-Baw, Berlin/Leipzig/Cölln. Faksimile-Nachdruck der 3. Aufl., hrsg. u. mit e. Nachw. vers. von Harri Günther, Hildesheim: Olms, 1987, ISBN 3-487-07978-X.

Eine Sekundärausgabe dieses Werkes erschien unter dem Titel:
Johann Sigmund Elsholtzens Doct. & Sereniss. Elector, Brandenb. Medici Ordinari Neu angelegter Garten-Bau, Oder Sonderbare Vorstellung Wie ein wolerfahrner Gärtner nicht allein die schönsten Lust-Küchen-Baum- und Blumen-Gärten Aus unserm tetschen climate füglich anzurichten, Sondern auch allerhand rare Blumen, Gewächse und Bäume zu erziehen, warten und vor zustossenden Schäden zu curiren lernen kan. In VI Bücher verfasset und in diesem vierten druck ziemlich vermehret, Leipzig: Fritsch, 1715.  Digitalisierte Ausgabe der Universitäts- und Landesbibliothek Düsseldorf
Eine weitere Sekundärausgabe ist: Artzney-Garten- Und Tisch-Buch, Oder Fortsetzung des Gartenbaws […] : In VI Bücher verfasset […] Wobey der Frantzösche Koch, Becker und Consitirer, Franckfurt; Leipzig; Berlin; Cölln: Völcker, 1690.
- Destillatoria curiosa, sive ratio ducendi liquores coloratos per alembicum, hactenus si non ignota, certe minus observata atque cognita. Accedunt Utis Udenii et Guerneri Rolfincii Non-entia chymica, Berolini: Typis Rungianis, impensis Ruperti Volcheri, 1674.
- De Phosphoris observationes: quarum priores binæ antea jam editæ tertia vero prima nunc vice prodit, (Volumen tenens dissertationes de Phosphoro privato studio collectas; 3), Berlin: Georg Schultze, 1681.
- Diaeteticon: Das ist, Newes Tisch-Buch, Oder Unterricht von Erhaltung guter Gesundheit durch eine ordentliche Diät, und insonderheit durch rechtmäßigen Gebrauch der Speisen, und des Geträncks. In sechs Büchern […] abgefaßt, auch mit nöthigen Figuren gezieret […], Cölln an der Spree: Georg Schultze, 1682. Reprint mit einem Nachwort von Manfred Lemmer, Edition Leipzig, DDR. Lizenzausgabe für Verlag Dr. Richter GmbH, München, 1984 (= Klassische Kochkunst. Band 9), ISBN 3-923090-28-5.
- De phosphoro liquido. observatio, Berlin, 1677.
- De phosphoris quatuor: observatio, Berlin: Georg Schultze, 1676.

Von einigen dieser Werke erschienen mehrere Sekundärausgaben, zum Teil zusammengefasst mit Werken anderer Autoren.